# Pardinyes
Pardinyes és un barri de Lleida. L'any 2018 tenia 13005 habitants.

## Geografia
El barri és a l'est de la ciutat. El curs del riu Segre el delimita al sud; el parc de la Mitjana, a l'est; l'avinguda Rosa Parks (antigament Alcalde Recasens) al costat del barri de Balàfia, al nord, i els barris Príncep de Viana - Clot i Rambla de Ferran - Estació, a l'oest. El parc de la Mitjana, accesible per l'extrem est del barri, és la zona verda més gran de Lleida i compta amb prop d'un centenar d'hectàrees. La Mitjana alberga nombroses espècies vegetals i animals, algunes de les quals estan en perill d'extinció.

## Història
Sempre formant part dels extramurs de la ciutat, bàsicament va ser un conjunt de camps de conreu i masies fins a mitjan segle xx. A partir de la construcció de l'antiga estació de classificació (on actualment hi ha el centre Salvador Seguí) i de l'esclat dels anys seixanta i setanta el barri va agafar la forma actual. Als noranta va experimentar un altre canvi en desaparèixer les vies de tren que sortien de l'estació de classificació (reconvertida en taller). Des d'aleshores és un barri essencialment residencial. La darrera fàbrica, Virginias, situada al bell mig del barri i coneguda per l'olor de galetes que n'emanava, va tancar l'any 2019 després d'anys de reducció de plantilla. L'edifici fabril es va enderrocar entre l'estiu del 2023 i el gener del 2024, en què es va eliminar la façana del carrer Camí de Corbins.

## Equipaments i serveis
Pardinyes destaca per la presència de la llotja de Mercolleida i per haver acollit durant dècades el mercat de fruites, verdures, i objectes de basar més gran de la ciutat.
L'any 2003 es feu efectiu el traslladat del mercat al Polígon Industrial del Camí dels Frares, situat al barri dels Magraners. A la gran superfície deixada pel mercat s'ha construït La Llotja de Lleida, un palau de congressos amb dues sales de 1000 i 400 persones cadascuna i el nou teatre municipal, integrat al mateix edifici.
Una de les característiques que fan especial aquest barri és la seva activitat veïnal. La seva organització de veïns (Orvepard) fomenta el teixit social del barri. L'activitat creixent d'aquesta organització ha portat a un eixamplament successiu de l'edifici central de l'organització, que acull, entre d'altres, la biblioteca del barri.

### Transports
Des de dins del barri s'accedeix a l'estació de RENFE, on s'atura l'AVE. Dintre de Pardinyes circula la línia 4, que uneix el barri amb la Mariola; la línia 5, que uneix el barri amb Cappont, Balàfia i l'hospital Arnau de Vilanova i la línia 11 dels Autobusos de Lleida, que comunica el barri amb el centre històric de la ciutat. Tanmateix, darrerament, també s'ha posat en marxa la nova línia d'autobús Polígons (L9), i que enllaça alguns dels barris perifèrics de Lleida amb els principals polígons situats al sud de la ciutat.

## Activitats d'oci i esports
Al llindar del riu Segre hi ha el camp de futbol del CF Pardinyes (reconegut per l'equip femení), i un conjunt d'instal·lacions esportives on es poden practicar esports diversos com la petanca (Club de Petanca La Mitjana), el tir amb arc (Club de Tir amb Arc Pardinyes), el skateboarding i el piragüisme. Al Pavelló de Pardinyes es practica el bàsquet (Club Bàsquet Pardinyes), l'handbol (Club Handbol Pardinyes), el futbol sala (Club Futbol Sala Orvepard) i el korfbal (AEE INS Josep Lladonosa). A la riba del riu també s'hi pot practicar la pesca, i s'hi celebren tornejos habitualment. També hi trobem un rocòdrom gestionat pel Club d'escalada i muntanya Pardinyes (CEMP) on durant 25 anys s'ha celebrat la competició d'escalada esportiva "Pardinyes Roc" que va ser pionera, a mitjans dels 80, en aquesta especialitat.
Destaca entre les activitats de lleure del barri la festa major que se celebra el primer cap de setmana d'agost per Sant Salvador (patró de la parròquia del barri). Hi participen una trentena de penyes que s'instal·len any rere any a l'avinguda Pearson en un espai força reduït per l'envergadura de la instal·lació.